# Natal branco

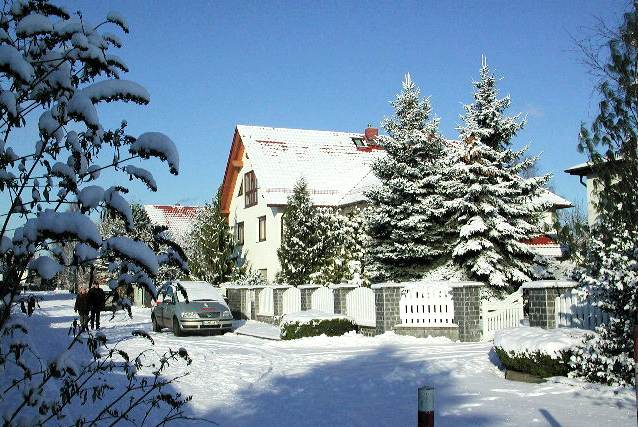
Um Natal Branco nos EUA.

O Natal branco é a denominação de quando ocorre neve em um dia de Natal. Este fenômeno é mais comum em países do extremo norte do globo como a Noruega e o Canadá, bem como países localizados em altitudes elevadas como a Romênia. No hemisfério sul, esse fenômeno é extremamente raro em regiões permanentemente habitadas, pois o Natal acontece no período de verão, e só pode ocorrer em regiões elevadas ao extremo sul do Chile ou da Argentina, e mais raramente na Austrália e na Nova Zelândia, quando a temperatura está muito abaixo do normal.
Embora seja comum relacionar folcloricamente a neve ao período natalino, esse fenômeno é relativamente raro nos Estados Unidos da América, onde quase sempre só acontece no Alasca e em regiões montanhosas, e em boa parte da Europa Ocidental, devido às correntes oceânicas que elevam a temperatura.
Na Europa meridional, o lugar mais comum para acontecer o fenômeno do Natal Branco é a Itália, principalmente a cidade de Trento, que já chegou a acumular 50 centímetros de neve no Natal de 1981. Em outras cidades como Turim, Bolonha e Milão esse fenômeno também é bastante comum.
Na Inglaterra, os Natais brancos eram mais comuns durante o século XIX. Atualmente o fenômeno é bem mais raro, e considera-se oficialmente como "Natal branco" todo aquele que tenha pelo menos um floco de neve entre os dias 24 e 25 de dezembro, ainda que não haja acumulações.
Alguns dos Natais brancos mais atípicos aconteceram em 2004, nas cidades norte-americanas de Nova Orleans e Houston - que teve esse fenômeno registrado pela primeira vez na história, bem como algumas cidades no estado de Tamaulipas, no México. Em 2006 aconteceu um caso singular, em pontos isolados da Austrália - em pleno verão do hemisfério sul.

## Natais brancos no Canadá
O Serviço Meteorológico do Canadá fez uma lista de probabilidades de um Natal branco em determinadas cidades canadenses:
| Cidade           | Probabilidade |
| Vancouver        | 11%           |
| Calgary          | 59%           |
| Edmonton         | 88%           |
| Saskatoon        | 98%           |
| Regina           | 91%           |
| Winnipeg         | 98%           |
| Windsor          | 41%           |
| Toronto          | 57%           |
| Ottawa           | 83%           |
| Montreal         | 80%           |
| Cidade de Quebec | 99%           |
| Halifax          | 59%           |
| St. John's       | 65%           |
| Whitehorse       | 100%          |
| Yellowknife      | 100%          |

Em 2006, algumas cidades vivenciaram um dos Natais mais quentes já registrados. Inclusive, a cidade de Quebec teve seu primeiro Natal verde.

## Natais brancos nos Estados Unidos
De acordo com o National Climatic Data Center, baseando em dados de 1988-2005 nas estações com pelo menos 25 anos de dados, a probabilidade de um Natal branco (uma polegada de neve no chão) nas cidades selecionadas são as seguintes:
| Cidade                | Probabilidade |
| Anchorage             | 100%          |
| Annette Island        | 17%           |
| Fairbanks             | 100%          |
| Phoenix               | 1%            |
| Little Rock           | 3%            |
| Los Angeles           | 1%            |
| San Francisco         | 1%            |
| Denver                | 50%           |
| Hartford              | 57%           |
| Wilmington            | 13%           |
| Washington            | 13%           |
| Savannah              | 3%            |
| Boise                 | 30%           |
| Chicago, Illinois     | 40%           |
| Indianapolis          | 30%           |
| Des Moines            | 50%           |
| Topeka                | 23%           |
| Louisville, Kentucky  | 13%           |
| Portland              | 83%           |
| Boston, Massachusetts | 23%           |
| Detroit               | 50%           |
| Marquette             | 90%           |
| Duluth                | 97%           |
| Minneapolis           | 73%           |
| St. Louis             | 23%           |
| Helena                | 67%           |
| Omaha                 | 44%           |
| Reno                  | 20%           |
| Concord               | 87%           |
| Newark                | 23%           |
| Albuquerque           | 3%            |
| Massena               | 77%           |
| Nova Iorque           | 10%           |
| Charlotte             | 1%            |
| Fargo                 | 83%           |
| Cleveland             | 60%           |
| Akron                 | 60%           |
| Oklahoma City         | 3%            |
| Portland, Oregon      | 1%            |
| Philadelphia          | 10%           |
| Pittsburgh            | 33%           |
| Providence            | 37%           |
| Charleston            | 3%            |
| Rapid City            | 47%           |
| Nashville             | 13%           |
| Amarillo              | 7%            |
| Dallas                | 8%            |
| Salt Lake City        | 53%           |
| Richmond              | 7%            |
| Seattle               | 8%            |
| Spokane               | 70%           |
| Charleston            | 30%           |
| Huntington            | 23%           |
| Milwaukee             | 60%           |
| Casper                | 47%           |

Segundo a investigação realizada por uma instituição de meteorologia, os Estados Unidos durante a segunda metade do século XX, viveu um Natal branco decrescente de frequência, especialmente na região nordeste.

## Natais brancos no Reino Unido
Desde 1950, o número de anos com um Natal branco no Reino Unido é o seguinte::
| Cidade     | Porcentagem de anos com um Natal branco |
| Londres    | 13%                                     |
| Birmingham | 14%                                     |
| Aberporth  | 9%                                      |
| Glasgow    | 13%                                     |
| Aberdeen   | 25%                                     |
| Belfast    | 16%                                     |
| Lerwick    | 32%                                     |
| Bradford   | 7%                                      |
| St. Mawgan | 7%                                      |